# Vadim Khamuttskikh
Vadim Anatolyevich Khamuttskikh (em russo:  Вадим Анатольевич Хамутцких; Asha, 26 de novembro de 1969 – Belgorod, 31 de dezembro de 2021) foi um ex-jogador de voleibol russo, que atuava como levantador. Pela Seleção da Rússia, Khamuttskikh disputou quatro edições consecutivas dos Jogos Olímpicos, entre 1996 e 2008, conquistando uma medalha de prata - em Sydney 2000 - e duas de bronze - em Atenas 2004 e Pequim 2008. Morreu em 31 de dezembro de 2021, vítima de uma parada cardíaca.

## Carreira profissional
- Torpedo Cheliabinsk: 1989-1990
- CSKA Rostóv: 1990-1992
- Lokomotiv Belgorod: 1993-1999
- Erdemirspor Eregli:1999-2001
- Lokomotiv Belgorod: 2001-2006
- Dynamo-TatTransGaz Kazan: 2006-2007
- Fakel Novy Ourengoï: 2007-2008
- Lokomotiv Belgorod: 2008-2009
- Yaroslav: 2009-2013

## Principais títulos

### Clubes
- Campeonato Russo de Voleibol: 1997, 1998, 2002, 2003, 2004 e 2005
- Copa da Rússia: 1995, 1996, 1997, 1998, 2003, 2006
- Liga dos Campeões da CEV: 2003, 2004

### Seleção Russa
- Liga Mundial: 2002

### Individuais
- Melhor levantador e melhor saque da Liga Mundial de 2002
- Melhor levantador do Campeonato Europeu de 2007